# Halimatou Bah
Halimatou Bah, född 21 december 2003 i Épinay-sous-Sénart, är en fransk volleybollspelare (spiker) som spelar för VBC Chamalières.

## Karriär

### Klubblag
Bah började spela volleyboll i den lokala klubben AVB Val d’Yerres. Därefter gick hon till France Avenir 2024. Inför säsongen 2022/2023 gick Bah till VBC Chamalières.

### Landslag
Bah var som 16-åring i augusti 2020 en del av Frankrikes U19-landslag som tävlade i junior-EM. I augusti 2021 var Bah en del av Frankrikes landslag som tog sig till kvartsfinal i EM 2021, där de blev utslagna av Serbien. Hon var en del av det franska landslaget som vann European Volleyball League 2022.